# 마리 (고구려)
마리(摩離, ?~?)는 부여 출신의 고구려 관리이자, 개국공신이다.

## 생애
주몽이 부여를 탈출해 고구려를 건국할 때 오이(烏伊), 협보(陜父)와 함께 그를 도왔으며, 14년 8월에는 유리명왕의 명을 받고 오이와 함께 2만명의 군사를 이끌고 양맥(梁貊)을 멸망시킨 뒤 고구려현을 공격해 영토를 넓혔다.

## 마리가 등장하는 작품
- 《주몽》(MBC, 2006년~2007년, 배우:안정훈)